# Ébaty
Ébaty település Franciaországban, Côte-d’Or megyében. Lakosainak száma 255 fő (2022. január 1.). Ébaty Puligny-Montrachet, Corcelles-les-Arts, Corpeau és Chaudenay községekkel határos.

## Népesség
A település népességének változása:
| Lakosok száma | 92   | 143  | 169  | 208  | 249  | 254  | 256  | 253  | 252  | 255  |
|               | 1968 | 1982 | 1990 | 2006 | 2013 | 2015 | 2017 | 2019 | 2020 | 2022 |